# World Football Challenge 2012
Giải bóng đá World Football Challenge 2012 là mùa giải thứ ba của giải World Football Challenge, một giải bóng đá giao hữu mùa hè được tổ chức tại Hoa Kỳ và Canada trong tháng 7 và tháng 8 năm 2012. Giải đấu khởi tranh vào ngày 18 tháng 7 năm 2012. Trận đấu khai mạc là giữa hai đội Seattle Sounders FC của giải Giải đấu Mỹ Giải Nhà Nghề Mỹ MLS và Chelsea của Giải bóng đá Ngoại hạng Anh khi đó Chelsea thắng 4-2. Real Madrid là đội giành danh hiệu mùa giải trước đã bất bại mùa giải này.

## Các đội tham dự
| Đội bóng            | Quốc gia                | Liên đoàn | Giải đấu                | Ghi chú                                                               |
| ------------------- | ----------------------- | --------- | ----------------------- | --------------------------------------------------------------------- |
| Celtic              | Glasgow, Scotland       | UEFA      | Scottish Premier League | Nhà vô địch Giải ngoại hạng Scotland mùa giải 2011-12                 |
| Chelsea             | London, England         | UEFA      | Premier League          | Nhà vô địch Cúp FA năm 2012 và UEFA Champions League mùa bóng 2011-12 |
| D.C. United         | Washington, D.C.        | CONCACAF  | Major League Soccer     | Nhà vô địch giải nhà nghề Mỹ mùa bóng 2011-12                         |
| Santos Laguna       | Torreón, Mexico         | CONCACAF  | Liga MX                 | Nhà vô địch giải Mexican Primera División Clausura mùa bóng 2011-12   |
| Liverpool           | Liverpool, Anh          | UEFA      | Premier League          | Nhà vô địch Cúp Liên đoàn Anh năm 2012                                |
| Los Angeles Galaxy  | Los Angeles, California | CONCACAF  | Major League Soccer     | Nhà vô địch Cúp bóng đá Nhà nghề Mỹ năm 2011                          |
| Milan               | Milan, Italy            | UEFA      | Serie A                 | Nhà vô địch Serie A                                                   |
| Paris Saint-Germain | Paris, France           | UEFA      | Ligue 1                 | Á quân Ligue 1                                                        |
| Real Madrid         | Madrid, Spain           | UEFA      | La Liga                 | Nhà vô địch La Liga                                                   |
| Seattle Sounders    | Seattle, Washington     | CONCACAF  | Major League Soccer     | Nhà vô địch U.S. Open Cup năm 2011                                    |
| Toronto FC          | Toronto, Ontario        | CONCACAF  | Major League Soccer     | Nhà vô địch Canadian Championship năm 2012                            |

## Địa điểm
| Carson, California       | Miami, Florida             | Whitney, Nevada       | The Bronx, Thành phố New York |
| ------------------------ | -------------------------- | --------------------- | ----------------------------- |
| Trung tâm The Home Depot | Sân vận động Sun Life      | Sân vận động Sam Boyd | Sân vận động Yankee           |
| Sức chứa: 27.000         | Sức chứa: 74.918           | Sức chứa: 36.800      | Sức chứa: 52.325              |
|                          |                            |                       |                               |
| Toronto, Ontario         | Philadelphia, Pennsylvania | Seattle, Washington   | Washington, D.C.              |
| Trung tâm Rogers         | Lincoln Financial Field    | CenturyLink Field     | Sân vận động RFK              |
| Sức chứa: 49.808         | Sức chứa: 67.594           | Sức chứa: 67.000      | Sức chứa: 56.692              |
|                          |                            |                       |                               |

## Các trận đấu[3]
| Seattle Sounders FC | 2–4    | Chelsea                                 |
| ------------------- | ------ | --------------------------------------- |
| Montero 14', 32'    | Report | Lukaku 3', 44' · Hazard 11' · Marin 40' |

| Toronto FC   | 1–1    | Liverpool  |
| ------------ | ------ | ---------- |
| Amarikwa 58' | Report | Morgan 69' |

| Chelsea    | 1–1    | Paris Saint-Germain |
| ---------- | ------ | ------------------- |
| Piazón 82' | Report | Nenê 30'            |

| Chelsea | 0–1    | Milan          |
| ------- | ------ | -------------- |
|         | Report | Emanuelson 68' |

| D.C. United            | 1–1    | Paris Saint-Germain |
| ---------------------- | ------ | ------------------- |
| De Rosario 33' (ph.đ.) | Report | Ibrahimović 3'      |

| Los Angeles Galaxy | 1–5    | Real Madrid                                                      |
| ------------------ | ------ | ---------------------------------------------------------------- |
| Lopes 23'          | Report | Higuaín 2' · Di María 11' · Callejón 36' · Morata 49' · Jesé 84' |

| Real Madrid              | 2–1    | Santos Laguna |
| ------------------------ | ------ | ------------- |
| Alonso 14' · Khedira 72' | Report | Suárez 25'    |

| Real Madrid                                                | 5–1    | Milan       |
| ---------------------------------------------------------- | ------ | ----------- |
| Di María 24' · Ronaldo 49', 66' · Ramos 81' · Callejón 89' | Report | Robinho 33' |

| Real Madrid                | 2–0    | Celtic |
| -------------------------- | ------ | ------ |
| Callejón 22' · Benzema 67' | Report |        |

## Kết quả xếp hạng mùa giải
| Đội bóng           | Pld | W | D | L | GF | GA |
| ------------------ | --- | - | - | - | -- | -- |
| Celtic             | 1   | 0 | 0 | 1 | 0  | 2  |
| Chelsea            | 3   | 1 | 1 | 1 | 5  | 4  |
| D.C. United        | 1   | 0 | 1 | 0 | 1  | 1  |
| Liverpool          | 1   | 0 | 1 | 0 | 1  | 1  |
| Los Angeles Galaxy | 1   | 0 | 0 | 1 | 1  | 5  |
| Milan              | 2   | 1 | 0 | 1 | 2  | 5  |
| PSG                | 2   | 0 | 2 | 0 | 2  | 2  |
| Real Madrid        | 4   | 4 | 0 | 0 | 14 | 3  |
| Santos Laguna      | 1   | 0 | 0 | 1 | 1  | 2  |
| Seattle Sounders   | 1   | 0 | 0 | 1 | 2  | 4  |
| Toronto FC         | 1   | 0 | 1 | 0 | 1  | 1  |

## Tốp ghi bàn
| Vị trí | Tên cầu thủ        | Đội bóng            | Số bàn thắng |
| ------ | ------------------ | ------------------- | ------------ |
| 1      | José Callejón      | Real Madrid         | 3            |
| 2      | Romelu Lukaku      | Chelsea             | 2            |
| 2      | Ángel Di María     | Real Madrid         | 2            |
| 2      | Fredy Montero      | Seattle Sounders FC | 2            |
| 2      | Cristiano Ronaldo  | Real Madrid         | 2            |
| 6      | Xabi Alonso        | Real Madrid         | 1            |
| 6      | Quincy Amarikwa    | Toronto FC          | 1            |
| 6      | Karim Benzema      | Real Madrid         | 1            |
| 6      | Urby Emanuelson    | Milan               | 1            |
| 6      | Eden Hazard        | Chelsea             | 1            |
| 6      | Gonzalo Higuaín    | Real Madrid         | 1            |
| 6      | Zlatan Ibrahimović | Paris Saint-Germain | 1            |
| 6      | Jesé               | Real Madrid         | 1            |
| 6      | Sami Khedira       | Real Madrid         | 1            |
| 6      | David Lopes        | Los Angeles Galaxy  | 1            |
| 6      | Marko Marin        | Chelsea             | 1            |
| 6      | Álvaro Morata      | Real Madrid         | 1            |
| 6      | Adam Morgan        | Liverpool           | 1            |
| 6      | Nenê               | Paris Saint-Germain | 1            |
| 6      | Lucas Piazón       | Chelsea             | 1            |
| 6      | Sergio Ramos       | Real Madrid         | 1            |
| 6      | Robinho            | Milan               | 1            |
| 6      | Dwayne De Rosario  | D.C. United         | 1            |
| 6      | Christian Suárez   | Santos Laguna       | 1            |